# Piero Pratesi
Piero Pratesi (Sulmona, 4 giugno 1925 – Roma, 18 giugno 2000) è stato un giornalista e politico italiano.

## Biografia
Laureato in giurisprudenza, cattolico, collaborò al settimanale Settegiorni (che diresse con Ruggero Orfei), a L'Avvenire d'Italia e al Popolo (di cui divenne direttore nel 1961). 
Alle elezioni del 1976 fu con Raniero La Valle e altri tra gli intellettuali cattolici che si presentarono nelle liste del Partito comunista italiano. Nel 1979 non venne rieletto ma subentrò ad Alberto Asor Rosa, per poi dimettersi nel dicembre 1980 a favore di Luca Pavolini.
Nel 1979 entrò come condirettore al quotidiano romano Paese Sera, di cui divenne direttore responsabile tra il 1983 ed il 1984.
Nel 1988 fu tra i fondatori del settimanale Avvenimenti.
Negli anni 80 condusse a due riprese il programma Taglio di terza su Radio 2.

## Premi e riconoscimenti
Nel 1966 fu tra i vincitori del Premio Saint-Vincent per il giornalismo.